# الستر دنیستون
الستر دنیستون (انگلیسی: Alastair Denniston; ۱ دسامبر ۱۸۸۱ – ۱ ژانویهٔ ۱۹۶۱) دانشمند در زمینه اهل بریتانیا بود.